# Zerlach
Zerlach is een gemeente in de Oostenrijkse deelstaat Stiermarken, gelegen in het district Feldbach. De gemeente heeft ongeveer 1700 inwoners.

## Geografie
Zerlach heeft een oppervlakte van 23,78 km². De gemeente ligt in het zuidoosten van de deelstaat Stiermarken en ligt dicht bij de Hongaarse en Sloveense grens.
Bad Gleichenberg · Bad Radkersburg · Deutsch Goritz · Edelsbach bei Feldbach · Eichkögl · Fehring · Feldbach · Gnas · Halbenrain · Jagerberg · Kapfenstein · Kirchbach-Zerlach · Kirchberg an der Raab · Klöch · Mettersdorf am Saßbach · Mureck · Paldau · Pirching am Traubenberg · Riegersburg · Sankt Anna am Aigen · Sankt Peter am Ottersbach · Sankt Stefan im Rosental · Straden · Tieschen · Unterlamm